# Gonzalo Calmet
Gonzalo Calmet es un músico, compositor nominado a los Premios Grammy, cantante y Publicista peruano, más conocido por su carrera artística en el ámbito musical. Su primer debut en la música fue en el año 2007 con la hoy extinta banda de rock "Abraxas", para luego comenzar su carrera como solista en el año 2010 con el lanzamiento de su primer sencillo "Me Provoca", masterizado en el emblemático estudio Abbey Road de Inglaterra. Luego de varios lanzamientos de sencillos como artista, en géneros como el Latin Pop, la Balada y el Reggae, en el año 2016 se incorpora a la icónica banda de rock peruano Cementerio Club como multinstrumentista durante su gira por su nuevo disco Tiempo, tocando el bajo, los teclados y la guitarra. En el año 2017 se incorpora a la banda de Wendy Sulca para asumir la Dirección Musical y la composición de sus nuevas canciones, logrando consolidar un featuring internacional con Rubén Albarrán, cantante oficial y fundador de la banda Mexicana Café Tacvba. Ha colaborado también con artistas como Susana Baca, Los Rabanes, La Mosca, Jerau, entre otros. Hoy Gonzalo (2023) se encuentra promocionando su nuevo álbum "Volvieron Los Boleros" donde interpreta obras originales de su autoría junto a reconocidos artistas como Susana Baca, Lupita Infante, Bartola, Ibrahim Ferrer Jr y Silvina Moreno entre otros. 

## Biografía

### Infancia
Gonzalo Calmet nació el 10 de agosto de 1992 en la ciudad de Lima, Perú. En su infancia formó parte del coro de su colegio, destacando con constantes premios a nivel escolar desde los 6 años de edad hasta finalizar su educación secundaria; premios en los cursos de música, literatura y actuación. Se vio influenciado por su padre Luis Augusto Calmet Mujica, quien tocaba la guitarra en casa, así como por su abuelo paterno Luis Adolfo Calmet Justo "El Pinturas", quien fue un cantaor y bailaor de flamenco aficionado, pero con gran trayectoria en la escena local. Antes de terminar el colegio, Gonzalo ya avanzaba con sus proyectos musicales dando que hablar en los medios locales por su talento tanto en la música como en la actuación.

### Carrera musical
En el 2007 formó la banda de rock "Abraxas", conformada por Gonzalo Calmet en la guitarra y voz principal, Louis Schofield en la batería, y Hernando Ortega en el bajo. Con esta banda de rock llegaron a la final de varios concursos importantes, logrando obtener el primer lugar en el concurso de música de la UPC en el 2009, concursando entre más de 500 bandas. En el mismo año, la banda fue disuelta por distintos caminos que tomaron los integrantes, para que Gonzalo comience su carrera como solista. 

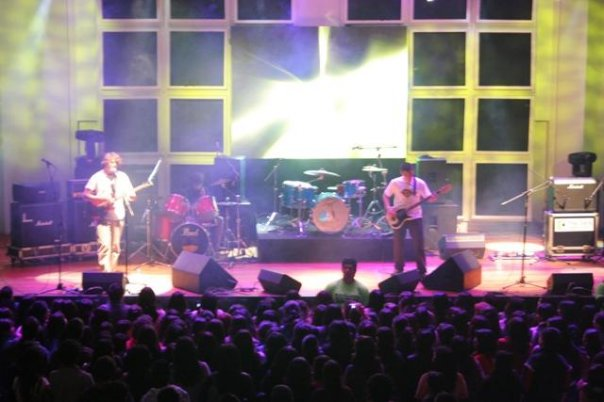
Abraxas en concierto en el Scencia (Gonzalo Calmet - Voz) (Louis Schofield - Batería) (Hernando Ortega - Bajo)

En el año 2011 estudió música en la Pontificia Universidad Católica del Perú. 
La primera producción de Gonzalo como solista fue en el género Latin Pop con el lanzamiento de su primer sencillo “Me provoca”, canción masterizada en el emblemático estudio “Abbey Road” en Inglaterra, canción que también contó con un videoclip protagonizado por la conocida conductora de TV y Radio Joanna Boloña, quien a modo de sorpresa, sin conocer a Gonzalo, se ofreció a participar del video ya que le gustaba la canción. La canción ingresó a la programación de algunas radios nacionales y el videoclip rotó por importantes cadenas internacionales como Ritmosón Latino y HTV. 
Luego Gonzalo graba su segundo sencillo, “Déjame ser”, en donde tiene la colaboración en las guitarras del reconocido guitarrista peruano Ramón Stagnaro, quien ha trabajado en varias oportunidades con artistas como Alejandro Sanz, Andrea Bocelli, Celine Dion, Christina Aguilera, Armando Manzanero, Shakira, entre otros. 
Al poco tiempo Gonzalo lanza el disco promocional de 4 canciones, sumándose a las 2 anteriores, “Te regalo” y “Enloquecido”. 
A comienzos del 2012 la música de Gonzalo en el género Latin Pop se gana un lugar en la escena local e invita al artista colombiano ganador de un Disco de Oro, Jerau, a grabar una canción de Gonzalo a dúo con él, canción de nombre “Dame un cariñito”, la cual logró posicionamiento internacional. Gonzalo compartió escenario con Jerau en varias oportunidades tanto en Perú como en Argentina.

A mediados del 2012 Gonzalo decide tomar un descanso y se va a vivir a Buenos Aires, donde estudia música y music business en Escuela de Música Contemporánea, así como graba las últimas dos canciones de su primer disco en el histórico Estudio Panda, donde grabó Charly García su emblemático disco “Yendo de la cama al living” en 1982, el cual fue su primer disco como solista. Así como Charly, grabaron ahí también grandes figuras como Andrés Calamaro, Gustavo Cerati con Soda Stereo, Fito Paez, así como los internacionales Luis Miguel, Ricky Martin e incluso Thom Russo, quien trabajó con Michael Jackson. 

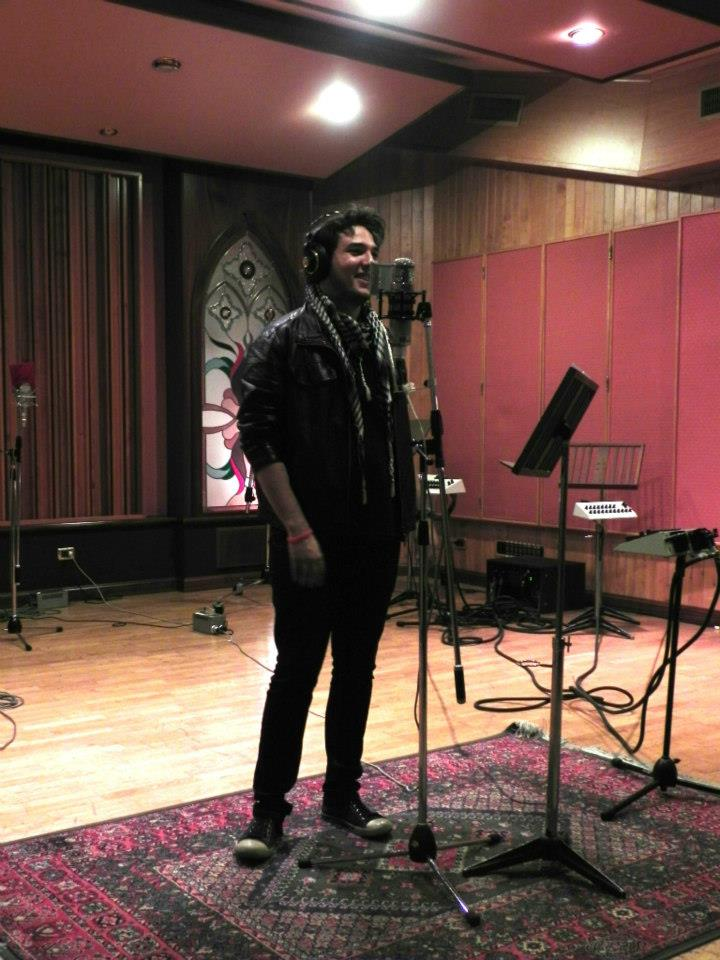
Gonzalo Calmet grabando voces en el Estudio Panda (Buenos Aires, Argentina)

Gonzalo trabajó los arreglos musicales de sus últimas dos canciones del primer disco con el ganador del Latin Grammy, Dany Vilá. Todas las canciones de Gonzalo son escritas por él mismo en letra y música. Estas dos últimas canciones fueron “Dime cómo” y “Uno los dos”, siendo esta última el último sencillo de su primer disco "Amor Latino", estrenado en el 2013. 
Luego del lanzamiento y la promoción del primer disco, la cual incluyó una exitosa gira por USA, Gonzalo se desliga de todos los ritmos y géneros anteriores, para regresar a la escena musical con un Reggae fusión que marca una nueva etapa en su carrera musical. En esta nueva faceta Gonzalo se desprende de toda su temática de romance tropical para abarcar el romance desde una perspectiva más íntima, y darle paso a su voz de protesta que busca el cambio en el lugar en donde vive. De esta nueva producción salen los tres primeros sencillos “Intimidad”, “Tenerte” y “Un lugar mejor”, logrando que los tres ingresen a la programación de distintas radios de la fm peruana. 

Para finales del 2015, Gonzalo graba "Mi esencia tuya", un homenaje que le compuso a la emblemática cantautora peruana Chabuca Granda, donde tuvo como invitado especial en la grabación a Lucho González (guitarrista), quien fue guitarrista de la misma Chabuca Granda durante los años más trascendentes de su carrera. 

 

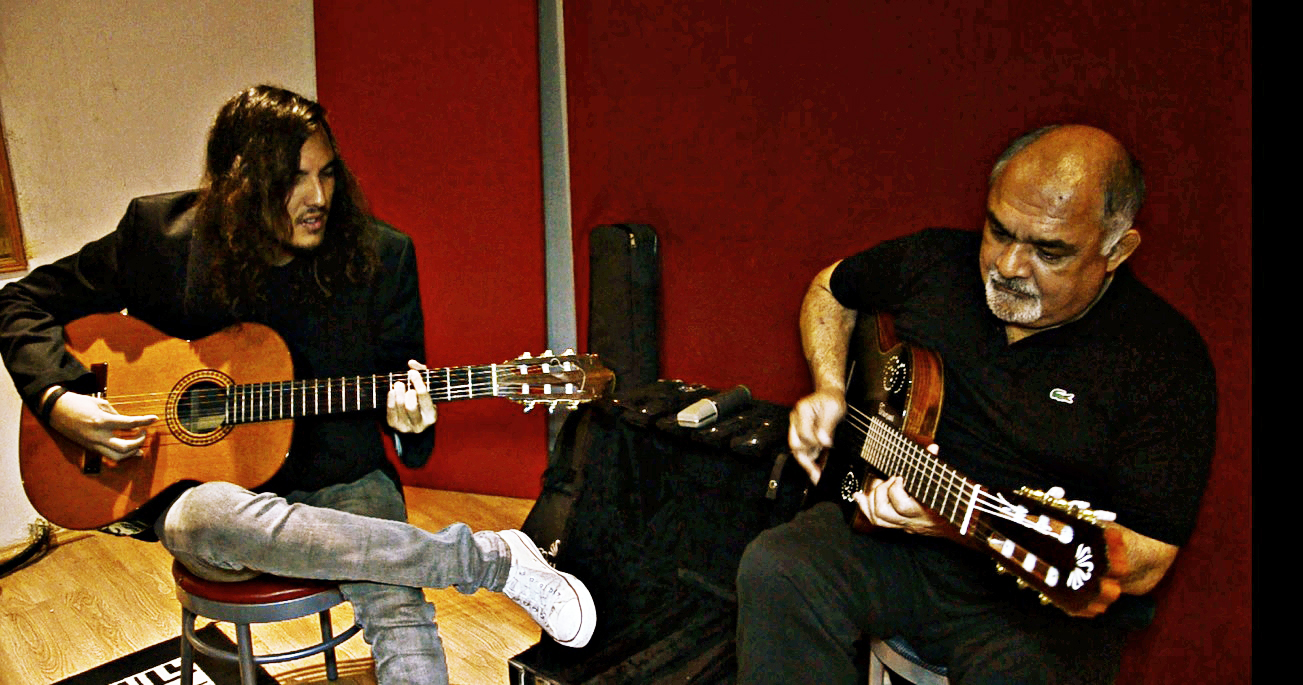
Gonzalo Calmet y Lucho Gonzalez en la grabación del tema "Mi esencia tuya"

A partir de marzo de 2016 hasta mediados del 2017, Gonzalo Calmet se incorporó a la banda peruana de Rock Cementerio Club liderada por José Arbulú, donde Gonzalo participó como músico invitado colaborando en el bajo, teclado, guitarras y coros durante la gira promocional de su nuevo disco Tiempo. 

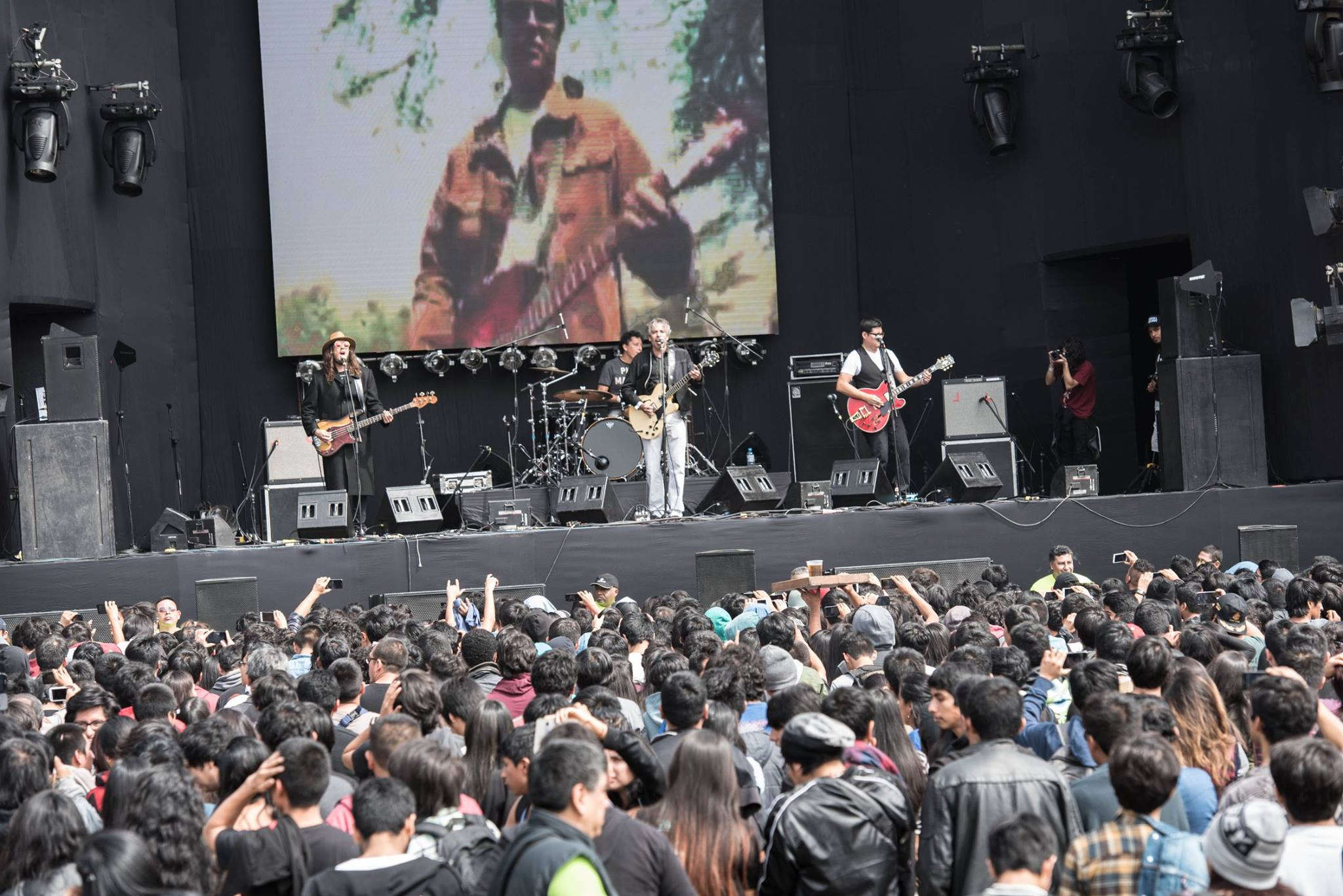
Gonzalo Calmet en concierto en el Estadio Lawn Tennis junto a Cementerio Club

En el año 2017 se incorpora a la banda de Wendy Sulca para tomar la Dirección Musical y componer las nuevas canciones logrando consolidar un featuring internacional con Rubén Albarrán, cantante oficial y fundador de la banda Mexicana Café Tacvba. En el año 2018, Gonzalo y Wendy compartieron escenario con los Mexicanos en el Estadio Monumental, interpretando el tema "Olita del altamar". La canción a dúo con el tacvbo se titula "Siempre podemos bailar" y se estrenará a finales del año 2018. Las composiciones de Gonzalo ya estrenadas en la voz de Sulca son hasta ahora "Boom Boom" y "Mi Tierra". 

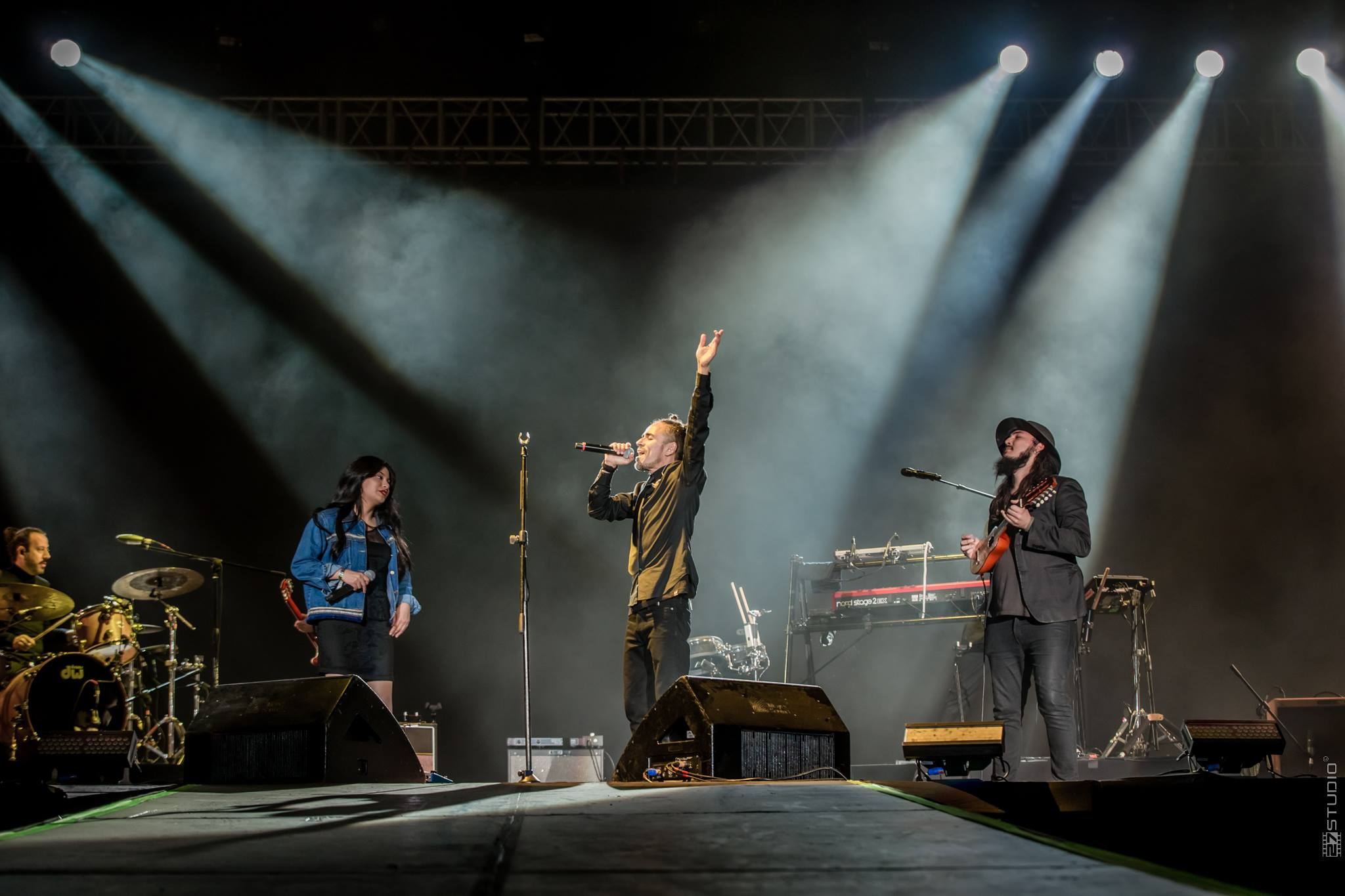
Gonzalo Calmet junto a Café Tacvba y Wendy Sulca en el Estadio Monumental (2018)

Así mismo, en el año 2020 fundó la banda Tarará (music) junto a Daniel Chirinos y Diego Sarmiento Herencia, con quienes estrenó el álbum Distancia y Ficción, grabado a distancia en ambientes caseros durante el primer periodo de cuarentena por el COVID-19 en Perú.
Gonzalo es también coautor e intérprete de la exitosa canción Vamos Perú junto a Marco Romero, canción oficial de la Selección Peruana de Fútbol.  
En el año 2023 estrenó su más reciente trabajo discográfico titulado "Volvieron Los Boleros" donde Gonzalo muestra una nueva ruta musical regresando a los ritmos tradicionales. En este álbum de canciones originales de su autoría, Gonzalo contó con la participación de artistas reconocidos como Susana Baca, Lupita Infante, Ibrahim Ferrer Jr, Bartola, Silvina Moreno, La Lá, Lourdes Carhuas, Samanez, Nia Vanie y Abel Páez. El álbum fue producido por el mismo Gonzalo junto a Louis Schofield. 
Posteriormente en el 2023 Gonzalo celebra su primera nominación en los Premios Grammy gracias a su trabajo como compositor en el álbum "Amor Como en las Películas de Antes" de Lupita Infante, nominado en la categoría "Mejor Álbum de Música Mexicana". 

### Carrera en Publicidad y Marketing
Gonzalo estudió Publicidad en el instituto Tolouse Lautrec, así como siguió diversos talleres y cursos en Harvard University, Curtin University, Massachusetts Institute of Technology, The University of Queensland, The Atomic Garden, Underground Lima, así como una especialización en Music Business en Berklee College of Music. Trabajó como Director Creativo en destacadas agencias como Brainstorming y Joe Quispe, dirigiendo campañas para marcas internacionales y nacionales como Samsung, Pringles, Volswagen, Hasbro, Inca Kola, Nestlé, BBVA, entre otras. 
En el año 2018 Gonzalo empezó sus labores en Sony Music Perú donde fusionó su experiencia en el sector de  publicidad y marketing con la industria musical. Se desarrolló como International Label Manager para después asumir la Gerencia de Marketing hasta el año 2022. 
En el año 2019 funda la Music Business School Perú donde se vienen dictando diversos talleres de Music Business tanto a nivel local como internacional a través de socios estratégicos como la Pontificia Universidad Católica del Perú así como el instituto internacional SAE.

### Carrera actoral
En su carrera actoral, Gonzalo estudia artes escénicas con Miguel Pastor del 2008 al 2010, y luego en el 2012 con Roberto Ángeles.
Se destacan su participación en las obras teatrales "Los Cachorros" (2009, 2010, 2011 y 2012) del ganador del premio novel Mario Vargas Llosa y "Bodas de Sangre" (2010) de Federico García Lorca, las dos obras dirigidas por Miguel Pastor, así como en "Mujeros 3 en la que actuó y musicalizó, compartiendo elenco con los destacados Marco Zunino y Emilia Drago, bajo la dirección de Diego Lombardi
En la televisión participó en las series "Al fondo hay sitio" y "El regreso de Lucas" de América Televisión, así como en "Clave Uno III Temporada" y "Lalola", ambas de Frecuencia Latina.
En el año 2016, Gonzalo actúa en su primera película, El poder de la X, cumpliendo un roll Co-Protagónico dirigido por el joven cineasta peruano José Miguel Vizcarra. 

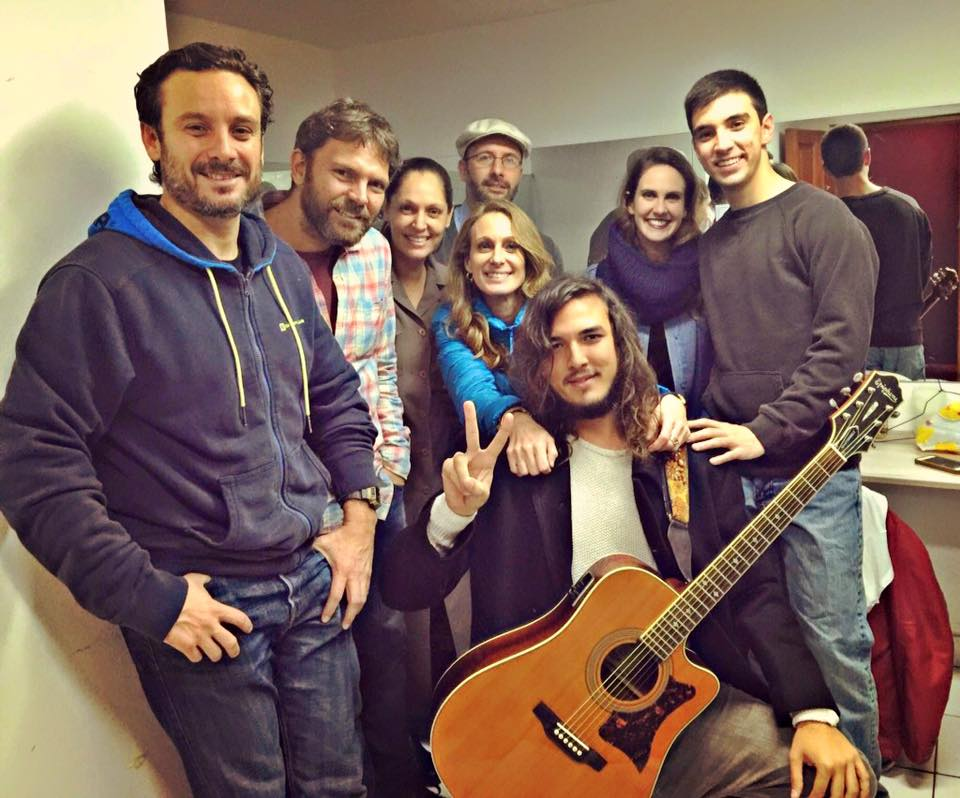
Elenco de la obra Mujeros 3 (De izquierda a derecha: Tarik D'Onofrio, Diego Lombardi, Lisette Gutiérrez, Marco Zunino, [Denisse Dibos

## Discografía

### Abraxas
- Dulce Sensación (2007)
- Alienado (2007)
- Abraxas (2008)
- Abre tus alas (2008)
- Mujer (2008)
- La innombrable (2008)
- Mujereska (2009)

### Como solista
- Me Provoca (2010)
- Déjame ser (2011)
- Te regalo (2011)
- Enloquecido (2012)
- Dame un cariñito feat. Jerau (2012)
- Dime como (2012)
- Uno los dos (2013)
- Tenerte (2014)
- Intimidad (2015)
- Un lugar mejor (2015)
- Mi esencia tuya (2015)
- Casa Unplugged Álbum (2017)
- Éxtasis (2018)
- No es justo feat Wendy Sulca, Luis Baca, Samanez y Laura Arroyo (2020)
- Vamos Perú feat Marco Romero (2020)
- Despegar feat Andrea Martinez (2021)
- Volvieron Los Boleros feat Susana Baca, Lupita Infante, Bartola, Ibrahim Ferrer Jr, Silvina Moreno, Lourdes Carhuas, La Lá, Nia Vanie, Samanez, Abel Páez Álbum (2023)

### Tarará
- Distancia y Ficción Álbum (2020)

### Colaboraciones
- Una historia más (Co-composición con Marié, 2012)
- Por hoy (arreglos musicales junto a Jesús "El viejo" Rodríguez para Marié, 2012)
- Boom Boom (Composición y arreglos musicales para Wendy Sulca, 2018)
- Mi Tierra (Composición y arreglos musicales para Wendy Sulca, 2018)
- Siempre podemos bailar (Composición y arreglos musicales para Wendy Sulca y Rubén Albarrán de Café Tacvba, 2018)
- Modo Avión (Co-composición para Legarda, Diego Val y DJ Towa, 2018)
- Eso Ya Fue (Co-composición y arreglos musicales para Wendy Sulca, 2019)
- Pa Recordarte (Composición y arreglos musicales para Pau Garró, 2020)
- Cerveza Cerveza 2.0 (Composición y arreglos musicales para Wendy Sulca, 2020)
- Como lo hago yo (Co-composición y arreglos musicales para Pau Garró y Jerau, 2021)
- Mujer Montaña (Co-composición y arreglos musicales para Susana Baca, Wendy Sulca y Marié, 2021)
- Cómo Olvidarte (Co-composición para Lupita Infante, 2023)

## Premios y nominaciones
| Año  | Premio                  | Categoría                      | Resultado |
| ---- | ----------------------- | ------------------------------ | --------- |
| 2011 | Premio Producto Peruano | Mejor artista latin pop        | Nominado  |
| Año  | Premio                  | Categoría                      | Resultado |
| 2021 | Premios Luces           | Hit del año                    | Nominado  |
| Año  | Premio                  | Categoría                      | Resultado |
| 2024 | Premios Grammy          | Mejor Álbum de Música Mexicana | Nominado  |